# Matchless Model M-serie
De Matchless Modellen M/3, M/3S en M/4 waren motorfietsen die het Britse merk Matchless produceerde van 1924 tot  1928.

## Voorgeschiedenis
Na de Eerste Wereldoorlog had Matchless de motorfietsproductie weer opgestart met het Matchless Model H, een zware zijspantrekker met een luchtgekoelde V-twin, naar voorkeur van de klant geleverd met een 976cc-JAP-zijklepmotor of met een 996cc-MAG-kop/zijklepmotor. Daarnaast produceerde men in 1922 en 1923 het Model J, met dezelfde motoren, maar bedoeld als sportmotor. Na 1923 verdwenen deze modelnamen en begon men ook weer lichtere modellen met Blackburne-inbouwmotoren te produceren. 

## Model M/3 en M/4
De modelnaam "H" verdween na 1923, maar het model zelf werd met enkele aanpassingen nog gewoon gebouwd. De keuze uit twee motoren bleef, maar nu kregen de JAP-aangedreven exemplaren de naam "Matchless Model M/3" en de MAG-aangedreven exemplaren de naam "Matchless Model M/4". Het frame bleef vrijwel ongewijzigd: een open brugframe waar het motorblok aan de voor- en achterkant in was geschroefd. Het had nog steeds de dubbele bovenbuis, zoals bij een flattank, maar daar was nu een zadeltank over gehangen, waarmee het merk zijn tijd ongeveer vier jaar vooruit was. De Girder-voorvork was vervangen door een parallellogramvork en in het voorwiel zat net als achter een trommelrem. De modellen H en J hadden naar keuze een velgrem of een remband. Matchless had een eigen parallellogramvork ontwikkeld, maar de versnellingsbak uit eigen huis werd vervangen door een drieversnellings-exemplaar van Sturmey-Archer. De achtervering, een voorloper van de (veel) latere plunjervering, kwam te vervallen en de machines kregen een star achterframe. 

### Model M/3 en M/3S
In 1925 kregen de machines een eigen Matchless V-twin met een blokhoek van 50° en een cilinderinhoud van 982 cc. Het Model M/4 verdween daardoor, maar de naam M/3 bleef. Voor de sportieve rijders kwam er bovendien het Matchless Model M/3S(ports). Dit model kreeg een fishtail pipe, een ronde, aflopende benzine/olietank, een lager stuur, een twist grip-gasbediening, voetsteunen in plaats van treeplanken en werd alleen op verzoek geleverd met een bagagedrager. Als die bagagedrager niet werd besteld kwam er aan de rechterkant boven het achterwiel een extra stangetje voor het tasje met boordgereedschap. Alle modellen konden worden voorzien van de Lucas-elektrische verlichting.

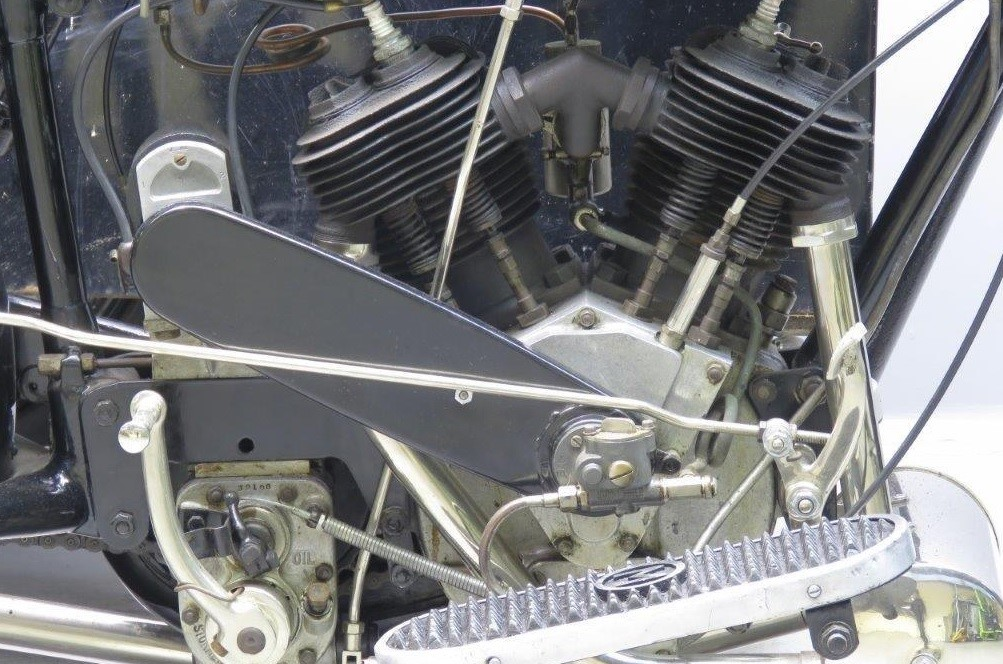
Een van de vernieuwingen was de druksmering met de oliepomp die boven de treeplank zichtbaar is.
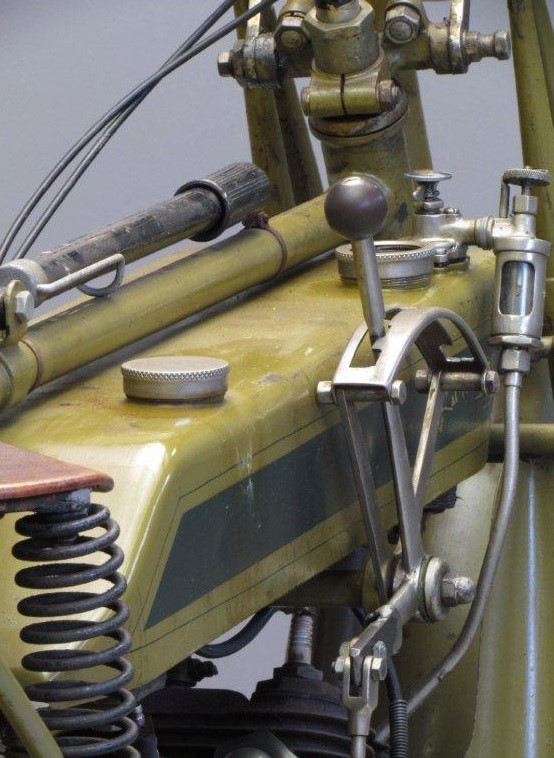
De oude situatie bij het Model H: de flattank, handpomp van de total loss smering en de grote schakelhefboom.
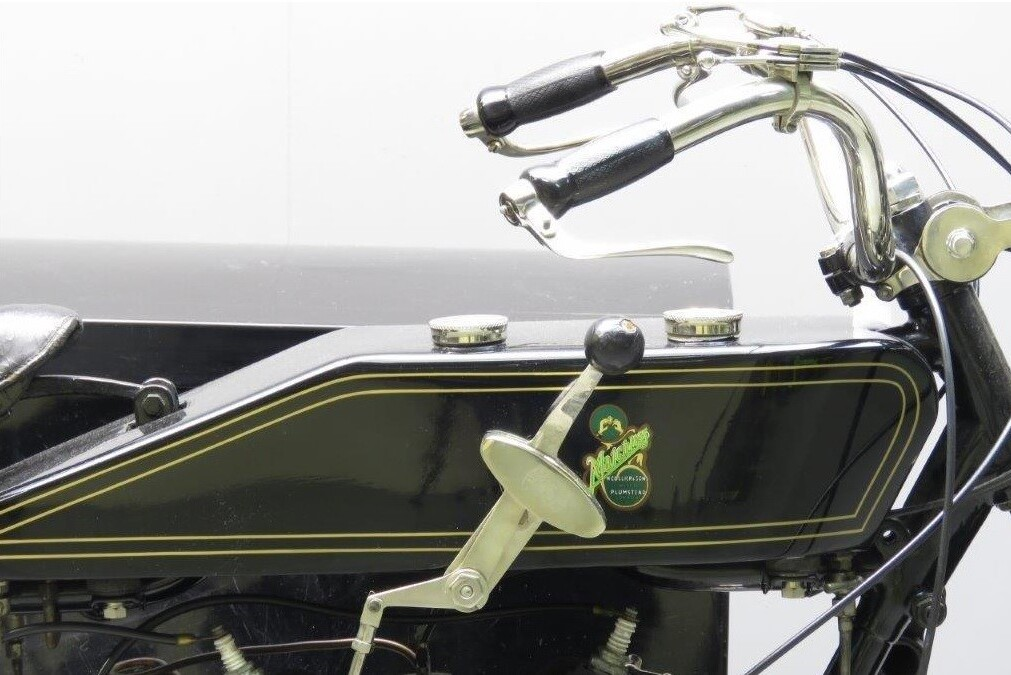
De M/3 en M/4-zadeltank was veel netter, zonder handpompje en met een veel kleinere esthetische schakelhefboom.

## Technische gegevens
| Matchless Model        | M/3                           | M/4                           | M/3                           | M/3S                             |
| ---------------------- | ----------------------------- | ----------------------------- | ----------------------------- | -------------------------------- |
| Motor                  | JAP                           | MAG                           | Matchless                     | Matchless                        |
| Periode                | 1924                          | 1924                          | 1925-1928                     | 1925-1928                        |
| Categorie              | Zijspantrekker                | Zijspantrekker                | Zijspantrekker                | Sportmotor                       |
| Motortype              | Zijklepmotor                  | Kop/zijklepmotor              | Zijklepmotor                  | Zijklepmotor                     |
| Bouwwijze              | V-twin                        | V-twin                        | V-twin                        | V-twin                           |
| Koeling                | Lucht                         | Lucht                         | Lucht                         | Lucht                            |
| Boring                 | 85,5 mm                       | 82 mm                         | 85,5 mm                       | 85,5 mm                          |
| Slag                   | 85 mm                         | 94 mm                         | 85,5 mm                       | 85,5 mm                          |
| Cilinderinhoud         | 976 cc                        | 996 cc                        | 981,8 cc                      | 981,8 cc                         |
| Carburateur(s)         | 1 Brown & Barlow carburateur  | 1 Brown & Barlow carburateur  | 1 Brown & Barlow carburateur  | Tweetraps met twist grip control |
| Smeersysteem           | Druksmering (dry-sump)        | Druksmering (dry-sump)        | Druksmering (dry-sump)        | Druksmering (dry-sump)           |
| Max. Vermogen          | 8 pk                          | 9 pk                          | 9,9 pk                        | 9,9 pk                           |
| Primaire aandrijving   | Ketting                       | Ketting                       | Ketting                       | Ketting                          |
| Koppeling              | enkelvoudige droge plaat      | enkelvoudige droge plaat      | enkelvoudige droge plaat      | enkelvoudige droge plaat         |
| Versnellingsbak        | 3-versnellings Sturmey-Archer | 3-versnellings Sturmey-Archer | 3-versnellings Sturmey-Archer | 3-versnellings Sturmey-Archer    |
| Secundaire aandrijving | Ketting                       | Ketting                       | Ketting                       | Ketting                          |
| Rijwielgedeelte        | Open brugframe                | Open brugframe                | Open brugframe                | Open brugframe                   |
| Voorvork               | parallellogramvork            | parallellogramvork            | parallellogramvork            | parallellogramvork               |
| Achtervork             | Star                          | Star                          | Star                          | Star                             |
| Remmen                 | Trommelremmen                 | Trommelremmen                 | Trommelremmen                 | Trommelremmen                    |
| Voorganger             | Matchless Model H             | Matchless Model H             | Matchless Model H             | Matchless Model J                |
| Opvolger               | Matchless Model X             | Matchless Model X             | Matchless Model X             | Matchless Model X                |